# WM-Brunnen
Der WM-Brunnen in München wurde anlässlich der Fußball-Weltmeisterschaft 2006 im +Teamgeist-Design des WM-Fußballs von 2006 vor dem WM-Medienzentrum am Nordeingang der Neuen Messe München aufgestellt. Die Steinkugel aus granitähnlichem Norit wiegt mehr als elf Tonnen. Sie gleitet auf einem dünnen Wasserfilm in der Brunnenschale und kann trotz ihres Gewichts mit einer Hand bewegt werden.

## Details
Die steinerne Kugel, die einen Fußball symbolisiert, hat bei einem Durchmesser von zwei Metern ein Gewicht von 11,3 Tonnen und liegt in einem ausgehöhlten Brunnenbecken aus Tittlinger Granit, in dem der Ball auf einem Wasserfilm gleitet. Die polierte Steinkugel aus Impala, einem Naturstein aus Südafrika, bewegt sich, wenn in die Brunnenschale 200 Liter Wasser pro Minute mit einem Druck von 1,2 bar geleitet werden.
Die erforderliche Wassermenge wird durch die Passgenauigkeit der kalibrierten Kugel und die Größe und Anpassung der Kugelkalotte bestimmt. Die Passigkeit der Kalotte, die Negativform des Fußballs, stellt keine derart hohen Anforderungen an die Ausarbeitung wie die Kugel.
Damit sich die schwere Kugel kontinuierlich in unterschiedlichen Richtungen bewegt und mit Wasser benetzt ist, wurden in das Brunnenbecken eine oder zwei Düsen eingebaut. Beim Einbau von zwei Düsen wird durch eine Schaltung gewährleistet, dass im Wechsel aus nur einer Düse Wasser austritt und auf die Kugel trifft und sie dadurch bewegt. Wird nur eine Düse eingebaut, wird die Rotation durch eine nichtkontinuierliche Schaltung eines schräg gerichteten Wasserstrahls ausgelöst. Sobald Wasser fließt, bewegt sich die Steinkugel im WM-Brunnen und durch die Drehung mit den oben genannten patentierten Methoden ist er permanent in Gänze mit Wasser benetzt. Ob sich eine oder zwei Düsen im Brunnenbecken befinden, ist nicht bekannt.

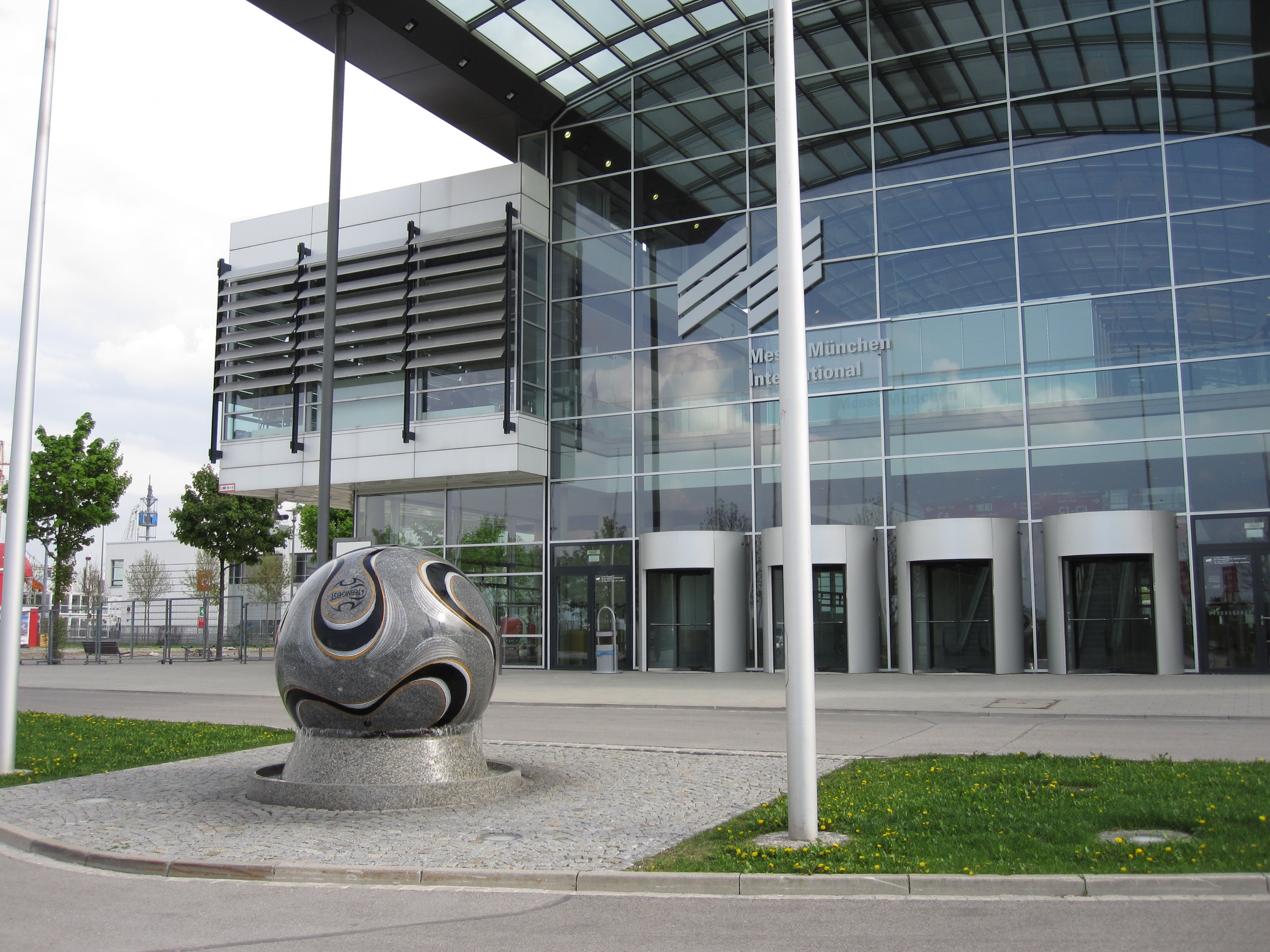
Nordeingang der Neuen Messe München mit WM-Brunnen

Die Fußball-Steinkugel trägt das Muster des Original-WM-Fußballs „+Teamgeist“ und das WM-Logo „Celebrating Faces of Football“ der FIFA von 2006, das in Airbrush-Technik auflackiert wurde. Der WM-Brunnen wurde von einem Steinmetzbetrieb aus dem niederbayerischen Aicha vorm Wald in einer Arbeitszeit von zehn Wochen gefertigt. Das Gewicht des Rohblocks betrug vor Bearbeitung 33 Tonnen. Der Fußball wurde in zahlreichen Arbeitsgängen mit Steinkreissägen verrundet und anschließend mit einer speziell entwickelten Steinschleifmaschine poliert, die auf zwei Hundertstel Millimeter genau arbeitet.
Die Messegesellschaft in München hatte sich für den WM-Brunnen aus Hartgestein entschieden, da sie der Gegensatz zwischen der schweren Kugel und dem reibungsarmen Gleiten auf einem Wasserfilm beeindruckte.
Der Brunnen wurde am 12. Mai 2006 von Franz Beckenbauer, Francis Tellier, dem Vorstandsvorsitzenden von HBS, Staatsminister Eberhard Sinner, Bayerns Finanzstaatssekretär Franz Meyer und Messechef Manfred Wutzlhofer eingeweiht.